# آلهة قلطية

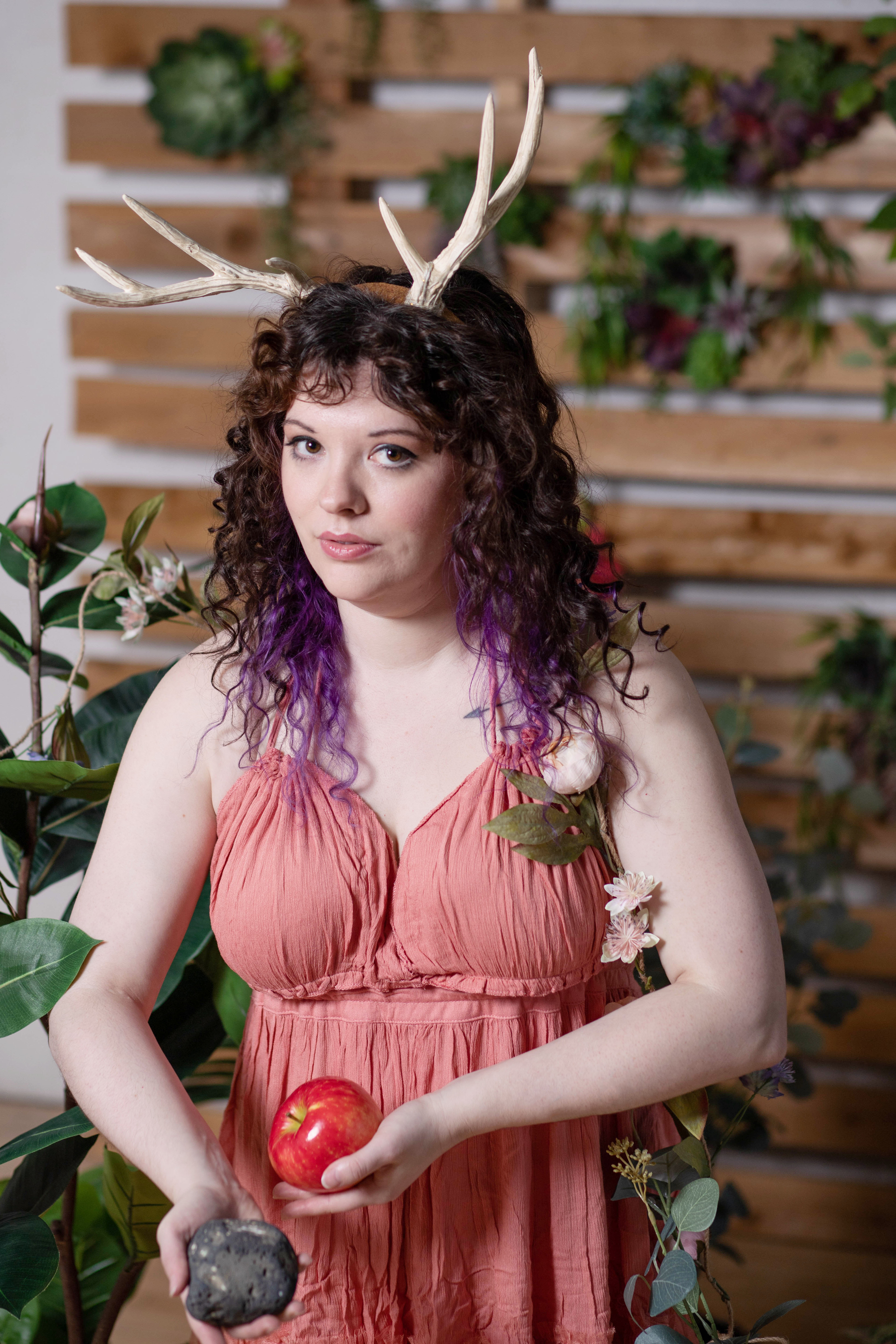
إلين أوف ذا ويز، إلهة السلتيك التي ترشد وتوازن

تشيرُ مصادرٌ متنوعةٌ إلى آلِهَةِ الشُعُوبِ القِلْطِيَّةِ ما قبلَ المسيحيةِ، من بينها أماكن العبادة القديمة والتماثيل والنقوش والأشياء التعبدية وأعلام الأماكن أو أعلام الأشخاص. يبدو أن شعوب القلط القدامى كان لديهم مجموعة من آلهة مماثلة لغيرهم من آلهة الدين الهندوأوربية، كل منهم يرتبط بجوانب من الحياة والعالم الطبيعي. من خلال عملية التوفيق بين المعتقدات، بعد الغزو الروماني للمناطق القلطية، أصبحت تلك الآلهة مرتبطة بمثيلاتها الرومانية، واستمرت عبادتهم حتى وصول المسيحية والتحول إليها.
أنتج الفن القلطي قبل العصر الروماني عددًا قليلًا من صور الآلهة، ويصعب التعرف علي هذه الآلهة، إضافة إلى أنها تفتقر إلى النقوش، ولكن في فترة ما بعد الغزو صُنِعت العديد من الصور، وبعضها بكتابات تسمي الآلهة. تأتي معظم المعلومات المحددة التي لدينا من الكتاب اللاتينيين وعلم الآثار في فترة ما بعد الغزو. تمكن -بشكل مبدئي- إقامة الروابط بين الآلهة القلطية القديمة والشخصيات في أوائل العصور الوسطى في الأدب الأيرلندي والويلزي، على الرغم من أن كل هذه الأعمال أُنتجت بعد فترة طويلة من التحول إلى المسيحية.
إن الموقع الكلاسيكى لآلهة الغال القلطية هو الفقرة في تعليقات على الحرب الغالية (حرب الغال، 52–51 قبل الميلاد) التي يسمي فيها ستة منهم، إلى جانب مهامهم. يقول إن عطارد كان الأشرف من بين الآلهة، وكان من المقرر العثور على العديد من الصور له. وكان عطارد هو مخترع جميع الفنون، وراعيا للمسافرين والتجار، والإله الأكثر قوة في مسائل التجارة والربح. ومن بعده، شريف الغال أبولو، الذي طرد الأمراض، والمريخ، الذي سيطر على الحرب، والمشتري الذي حكم السماوات، ومينرفا، الذي روج للحرف اليدوية. ويضيف أن الغال كانت تعتبر ديس باتر جدها الأكبر.
على النمط الروماني المميز، لا يشير قيصر إلى هذه الشخصيات بأسمائها الأصلية بل بأسماء الآلهة الرومانية التي ساقها بها، وهو إجراء يعقد مهمة مطابقة آلهته الغالية مع نظرائها في الآداب القلطية المنعزلة. يقدم معادلة تخطيطية مرتبة للإله والوظيفة التي هي غريبة تماما عن الشهادة الأدبية العامية. على الرغم من القيود التي يفرضها هذا الدليل الوجيز، يعتبر شاهدًا قيمًا.
الآلهة التي سماها قيصر موثق عليها في سجل الكتابات المنقوشة اللاحق للغال وبريطانيا. وليس كثيرا ما تقترن أسماؤهم بالمسميات وأسماء الآلهة القلطية الأصلية، مثل عطارد فيزوف، أو المريخ لينوس، أو المشترى بونينيس، أو سوليس منيرفا. تنتشر أسماء الآلهة غير المتشابكة على نطاق واسع، وخاصة بين إلهة مثل السليفيا، وسيرونا، وروزمرتا، وإبونا. في جميع الأحوال، هناك عدة مئات من الأسماء التي تحتوي على العنصر القلطي الذي تشهد عليه الغال. فالأغلبية تحدث مرة واحدة فقط، الأمر الذي دفع بعض العلماء إلى استنتاجٍ مفادهُ أن الآلهة القلطية وعقائدها كانت محلية وقبلية لا وطنية. يستشهد مؤيدو هذا الرأي بذكر لو كان لإله يسمى تيوتيتس  الذي يفسرونه على أنه إله القبيلة (يعتقد أن كلمة تيوتا تعنى قبيلةً في اللغة القلطية). يمكن لعدد أسماء الآلهة أيضا أن يفسر خلاف ذلك -فالعديد من هذه الأسماء، على سبيل المثال، يمكن أن تكون مجرد مسميات تطبق على آلهة كبرى من قبل معتقدات واسعة النطاق.

## خصائص عامة
دليل من العصر الروماني يقدم مجموعة واسعة من الآلهة والإلهة التي تمثلها الصور أو الإهداءات المنقوشة. قُدِّرت بعض الآلهة على نطاق واسع في جميع أنحاء العالم القلطي، وفي حين أن البعض الآخر اقتصر على منطقة واحدة فقط أو حتى على منطقة معينة. قد تحظى بعض الآلهة المحلية أو الإقليمية بشعبية أكبر داخل مجالاتها من الآلهة فوق الإقليمية. على سبيل المثال، في الغال، في وسط شرق البلاد، كانت إلهة الشفاء المحلية سيكوانا من بورغوندي الحالية أكثر تأثيرا في عقول أتباعها المحليين من المتاريس، الذين كانوا يعبدون في جميع أنحاء بريطانيا، غول وراهينلاند.

### المعتقدات فوق الإقليمية
من بين الآلهة التي تتجاوز الحدود القَبَلية هناك ماتريس، وسيراننوس، وترانيس إله السماء، وإبونا. لقد استحضر المناصرون الذين يعيشون بعيدا -مثل بريطانيا وروما وبلغاريا- إيبونا التي تمثل إلهة الحصان. ومن السمات المميزة للإلهة الأم تصويرها المتكرر كثالوث في العديد من أجزاء بريطانيا، في الغال وعلى الراين، على الرغم من أنه من الممكن التعرف على الاختلافات الإقليمية القوية داخل هذه المجموعة.
كان لإله السماء القلطي اختلافات في الطريقة التي كان يُنظَر إليه بها والطريقة التي يُعبَّر بها عن معتقده. مع ذلك يُحافَظ على الصلة بين المشتري القلطي والعجلة الشمسية في منطقة واسعة، من حائط هادريان إلى كولون ونيمز.

### معتقدات محلية
في بعض الأحيان قد يكون من الممكن تحديد الإلهيات الإقليمية أو القَبَلية أو شبه القَبَلية. هناك مجموعة مميزة من المنحوتات الحجرية خاصة بريمي شمال غرب الغال التي تصور الإله ذو وجه ثلاثي مع معالم وجهية مشتركة ولحى كثيفة. في العصر الحديدي، أصدرت نفس القبيلة عملات معدنية ذات ثلاثة وجوه، ووجد هذا الشكل في مكان آخر في الغال. وكان إله قبلي آخر هو لينوس، وقد قُدِّر بواسطة قبيلة تريفري. وكان يعبد في عدد من الأماكن المقدسة في تريفري، وكان أكثرها روعة في العاصمة القبلية تريير ذاتها. ومع ذلك صُدِّر أيضا إلى مناطق أخرى: لينوس لديه مذابح أنشئت له في تشيدوورث في غلوسيستيرشاير وكيرونت في ويلز.
تمركزت العديد من الإلهيات القلطية للغاية، وأحيانا يكون هذا التمركز في ضريح واحد فقط، وربما لأن الروح المعنية كانت جينس لوسي الروح الحاكمة لمكان معين. في الغال، هناك أكثر من أربعمئة اسم إلهة قلطية مختلفة سُجِّلت، منها على الأقل 300 تحدث مرة واحدة فقط. كانت سيكانا محصورة في ضريحها الربيعي بالقرب من ديجون، وكانت سليس تنتمي إلى باث. كان الزوجان الإلهيان أوسوتيس وبرغوجيا يعبدان فقط في أليسيا في بورغندي.
يرتبط الإله البريطاني نودينز قبل كل شيء مع الملاذ العظيم في ليدني (على الرغم من أنه يظهر أيضا في كوكرساند موس في كومبريا). وهناك اثنتان من الآلهة الحربية البريطانية، وهما كوكوديوس وبيلاتوشادروس، وكل منهما كانت تُعبَد في مناطق محددة بوضوح في منطقة حائط هادريان. وهناك العديد من الآلهة الأخرى التي قد تخون أسماءها الأصول كأرواح طبوغرافية. رأس فوسيغوس جبال فوج، ولوكسوفيوس فوق المنتجع الصحي، المستوطنة لوكسويل وفاسيو فوق مدينة فيزون في وادي الرون السفلي.

### الأزواج الإلهية
من السمات البارزة للمنحوتات الغالية واللاتينية القلطية الظهور المتكرر للآلهة من الذكور والإناث في أزواج، مثل روزمرتا وعطارد و«نانتوسيليتا» و«سوكيلوس» و«سيرونا» و«أبولو جرانوسو» و«بوروفو» و«دامونا» أو «المريخ لوسيتيوس«ك» و«نيميتونا».